# Kriegskunst
Die Kriegskunst ist die, mit der Herausbildung des Krieges und der Streitkräfte entstandene, Theorie und Praxis der Vorbereitung, Führung und Durchführung von Kampfhandlungen unterschiedlicher Dimensionen in allen Sphären.
Die Kriegskunst umfasst mehr als nur die Kriegsführung. Sie wird nach anwachsendem Ausmaß der Kampfhandlungen in drei Bestandteile unterteilt: die Taktik, die Operative Kunst und die Strategie.
Die Theorie der Kriegskunst ist ein Wissenschaftszweig der Militärwissenschaft.

## Begriffsgeschichte

### Vorgeschichte im Kriegswesen
Die Kriegskunst entstand in der Zeit des Übergangs von der Gentilordnung zur Klassengesellschaft in einem langen historischen Prozess und entwickelte sich im Zusammenhang mit der allmählichen Herausbildung von Staaten und des Militärs. Sie ist verbunden mit der Politik der Völker, Staaten, Klassen, Nationen und Bündniskoalitionen, aber auch den Streitkräften, und den von ihnen geführten Kriegen und dem militärtheoretischen Denken.
Der Entwicklungsstand der Kriegskunst widerspiegelt sich in überlieferten Schriftzeugnissen. Elemente einer Kriegskunst entstanden wahrscheinlich bereits weit vor der Antike. Auf einer internationalen Militärhistorikertagung in Teheran wies Abraham Malamat bereits im Jahr 1976 in seinem Vortrag begründet nach, dass in der Bibel nicht nur der Verlauf aller Kriegsformen beschrieben ist, sondern dass dort klare theoretische Formulierungen einer Kriegslehre enthalten sind.
Nicht durch Dichtung, sondern auf der Basis mehrerer Tempelinschriften ist die Überlieferung der Schlacht bei Kadesch um 1274 v. u. Z. zwischen dem altägyptischen Pharao Ramses II. und dem Hethiterkönig Muwattalli II. überliefert. Sie gilt als bestdokumentierte Beschreibung eines Krieges und des Kriegswesens in der Antike bis zu diesem Zeitpunkt.

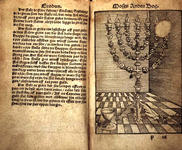
Bibel (1535) beschreibt Kriegsformen
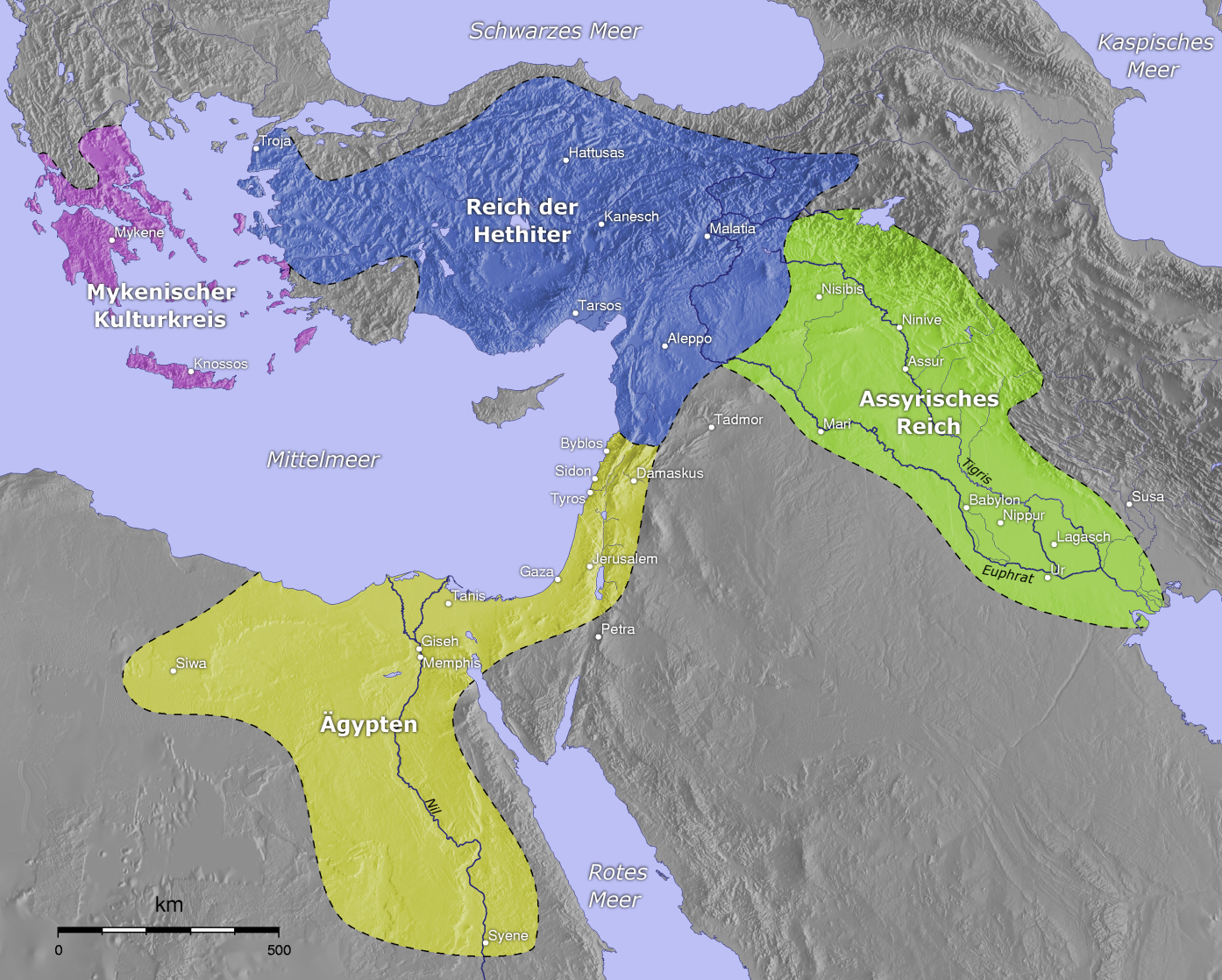
Das Hethiterreich und seine Nachbarn um 1230/20 v. Chr.
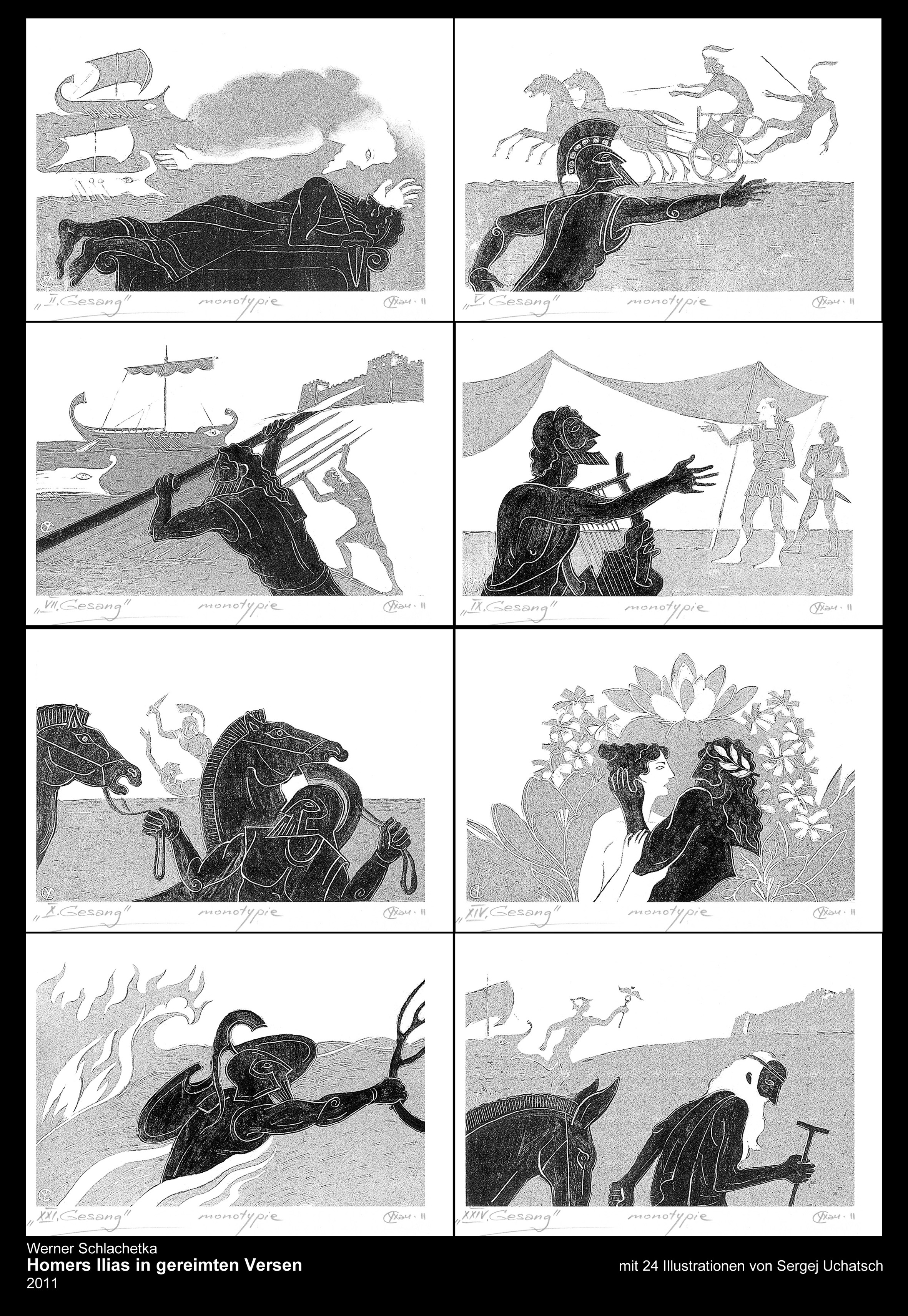
Homer Ilias-Monotypie

Die ältesten europäischen schriftlichen Überlieferungen zum Kriegswesen stammen aus der Zeit des Trojanischen Krieges (ca. 1300 v. u. Z.) und zwar aus Homers Werk Ilias. Der Entwicklungsprozess hin zu einer Kriegskunst verstärkte sich im 5./4. Jahrhundert v. u. Z. in den Ländern Vorderasiens und Nordafrikas und vollzog sich in Europa über Jahrhunderte bis zum 5. Jh. u. Z.

### Entstehungsgeschichte des Begriffs Kriegskunst
Eine erste systematische Beschäftigung mit dem Kriegswesen und die Begriffsschöpfung war in dem Buch Die Kunst des Krieges des chinesischen Generals Sunzi im 5. Jahrhundert v. u. Z. zu finden. Es gilt als das älteste erhaltene Werk über (Militär-)Strategie.

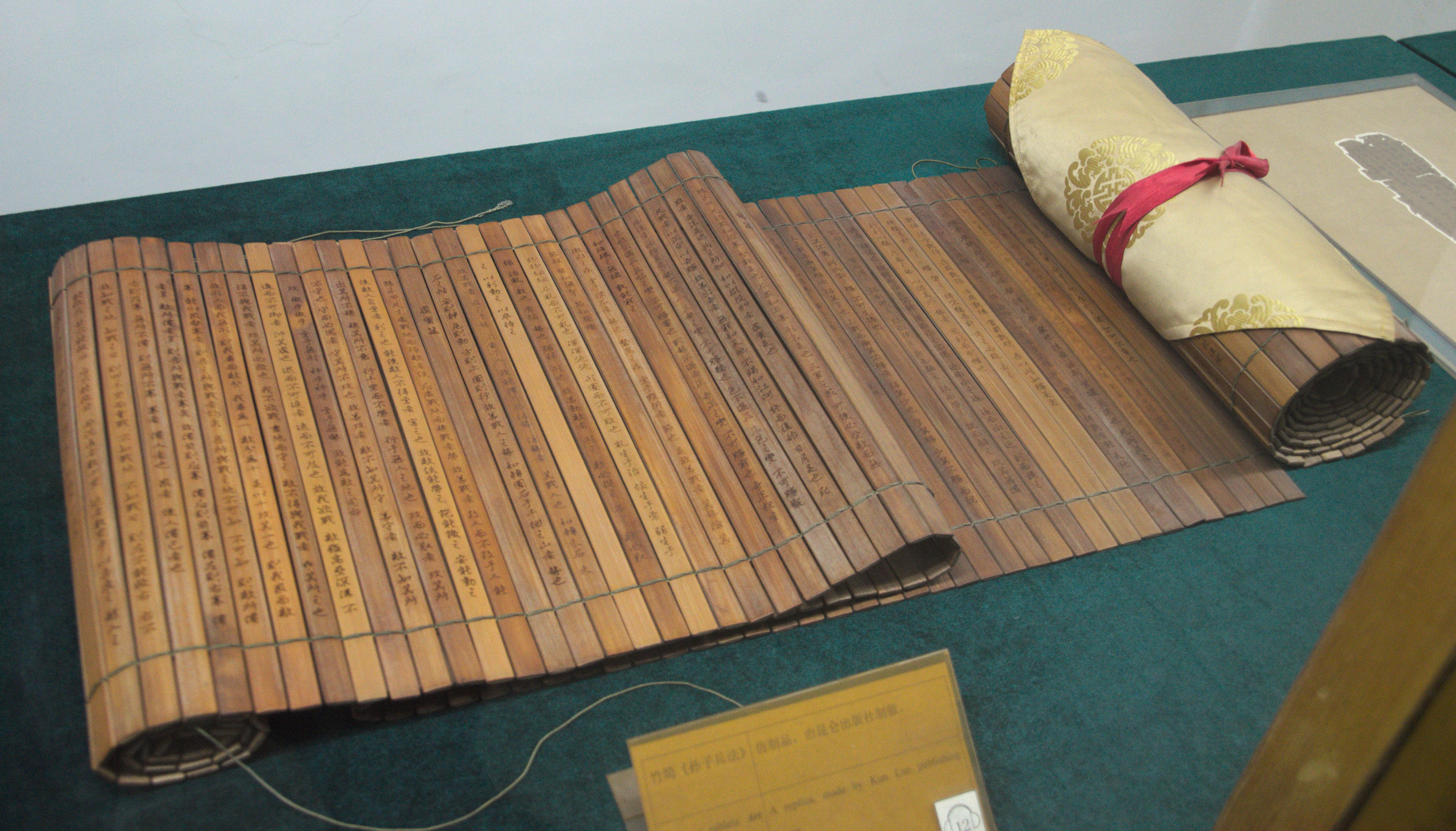
Sunzi: Traktat über die Kriegskunst. Bambusbuch, ausgerollt, Buchdruck-Museum, Peking.
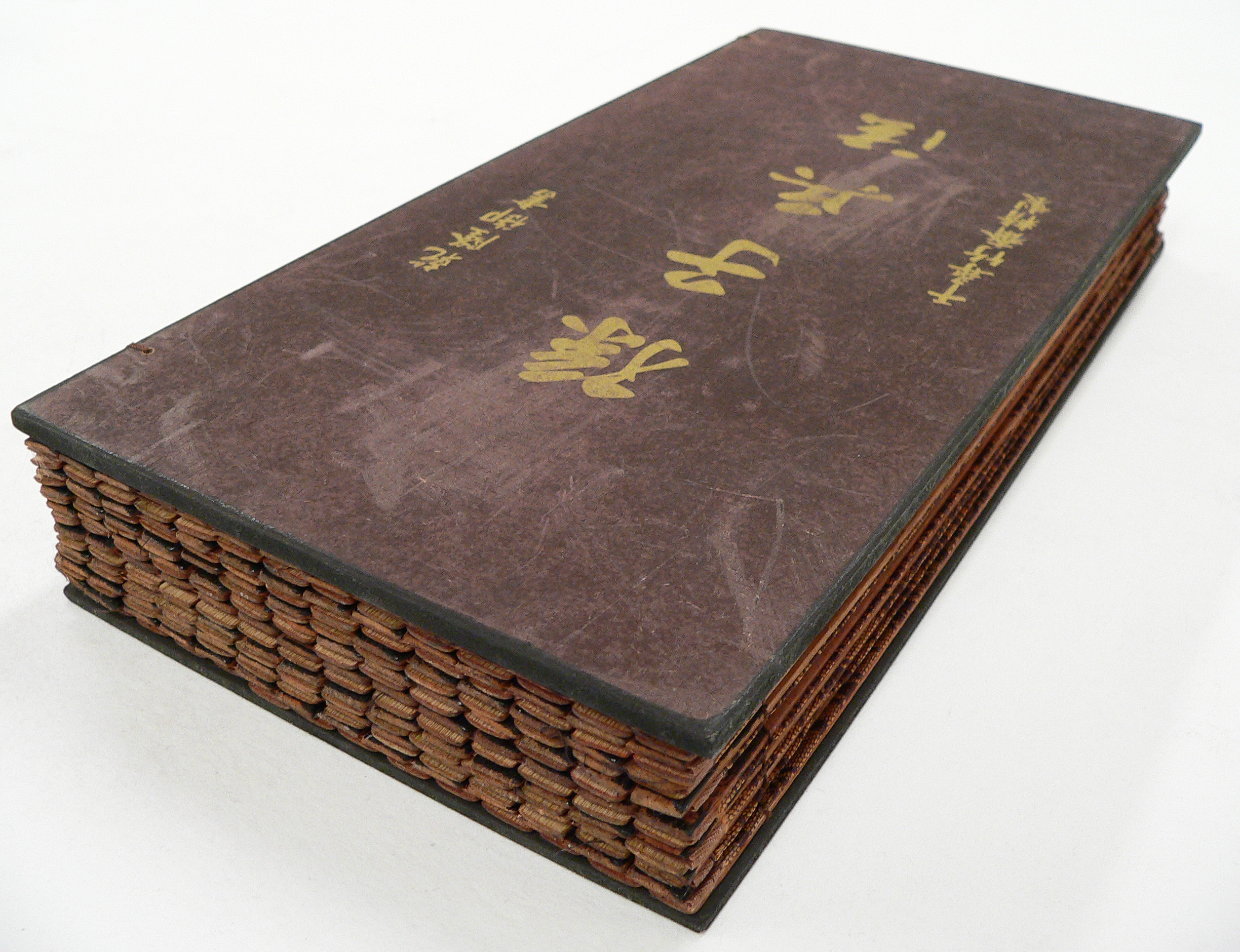
Sunzi: Traktat über die Kriegskunst. Bambusbuch, geschlossen, University of California, Riverside.
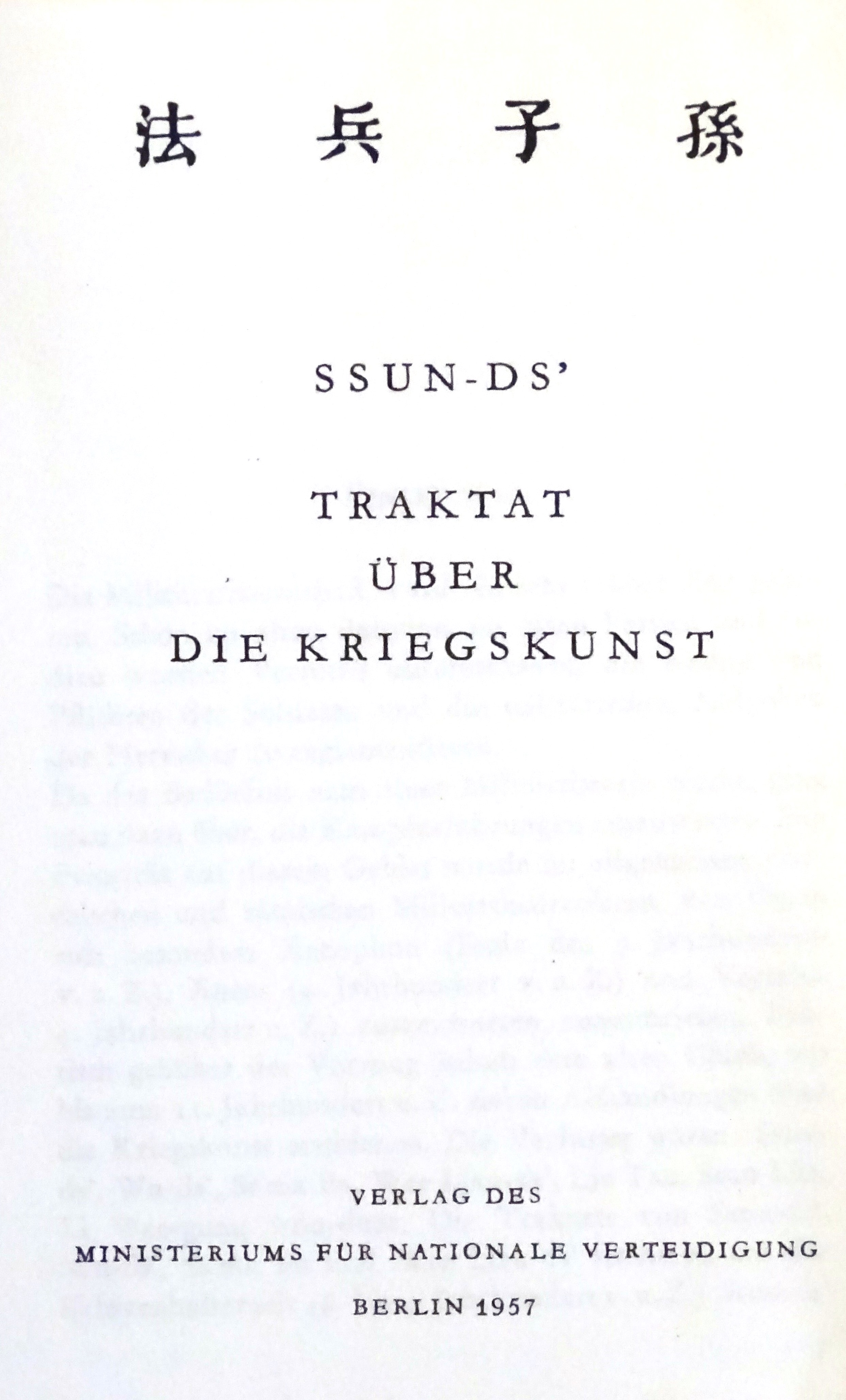
Ssun-Ds': Traktat über die Kriegskunst, a.d. Altchines. ins Russ., übertragen ins Dt., Titelblatt, Berlin 1957
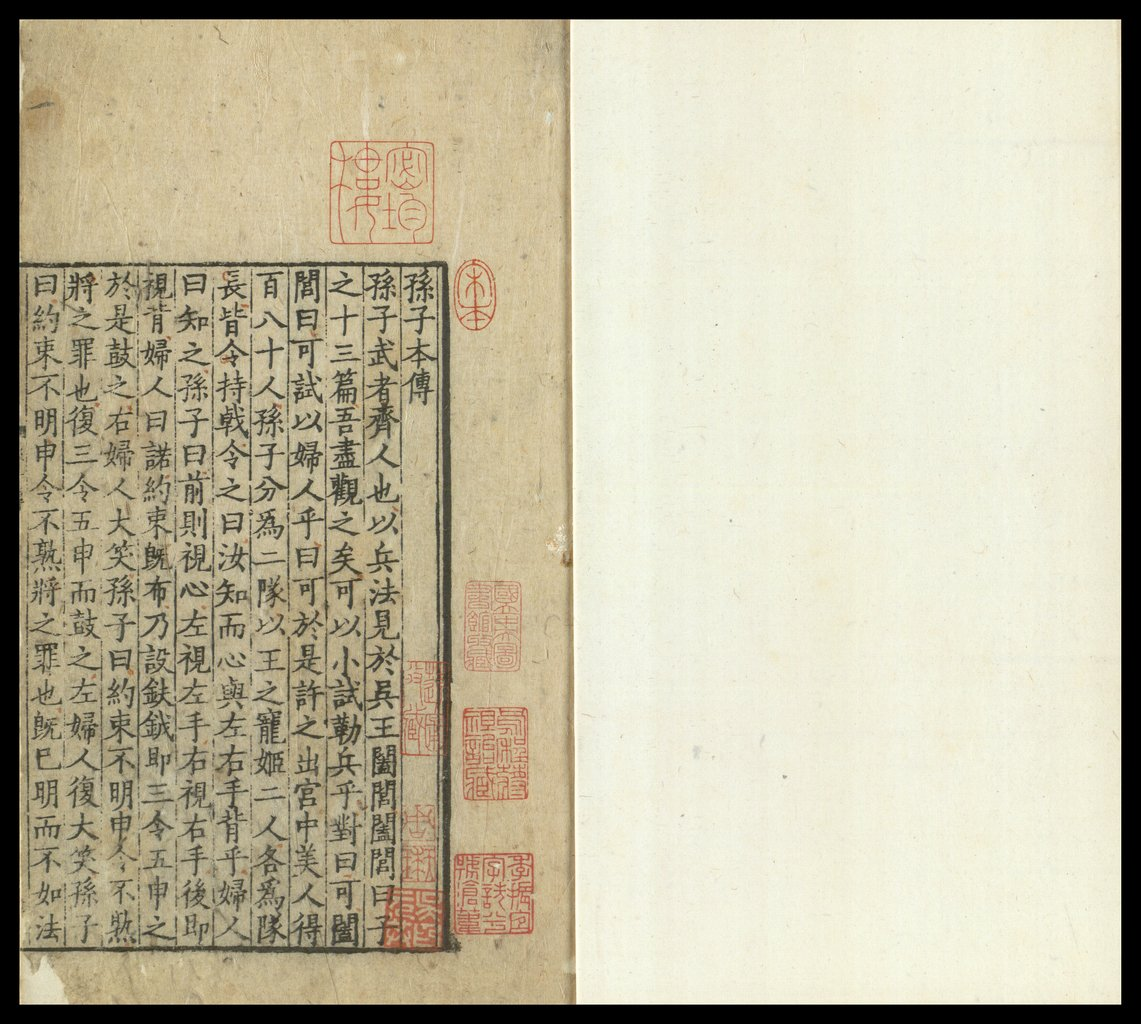
Elf Kommentare über Sunzi: Traktat über die Kriegskunst, Orig. fehlt, Handschrift (etwa 1190–1194) drei Rollen.

Gleichermaßen bekannt sind in China die Sechsunddreißig Strategeme, die auf General Tan Daoji († 436) zurückgehen sollen. Schriftlich wurden sie durch das erst um 1500 entstandene Traktat Sanshiliu Ji. Miben Bingfa (dt. „Die 36 Strategeme – Geheimbuch der Kriegskunst“) durch einen Militärhistoriker aus der Ming-Zeit (1368–1644) überliefert.
Über die Kriegskunst ihrer Zeit berichteten u. a. die griechischen Geschichtsschreiber Thukydides (um 460–396 v. u. Z.) und Xenophon (um 430–354 v. u. Z.), der römische Feldherr und Politiker Gajus Julius Cäsar (100–44 v. u. Z.) und die römischen Militärtheoretiker Sextus Julius Frontinus (1. Jh. u. Z.) und Flavius Vegetius Renatus (4. Jh. u. Z.). Einige der systematisierenden Werke der antiken Militärliteratur übten auf die Kriegskunst im Oströmischen Reich und später auf die Kriegskunst und das militärische Denken in Europa im 16./17. Jh. einen großen Einfluss aus.

Vegetius: dt. Übers. 1511 Epitoma rei militaris
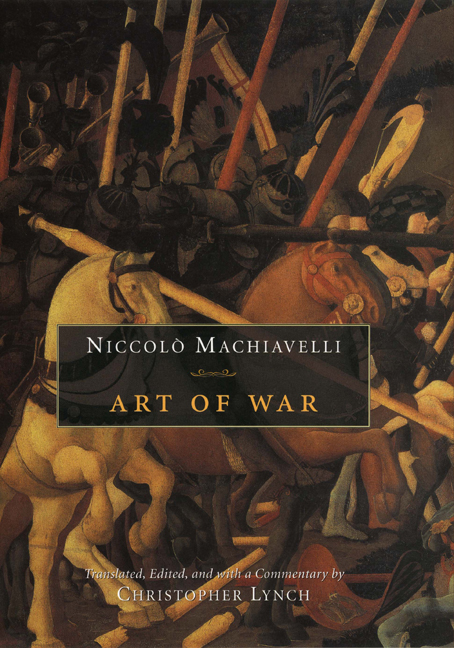
Machiavelli: Art of War hrsg. 1573
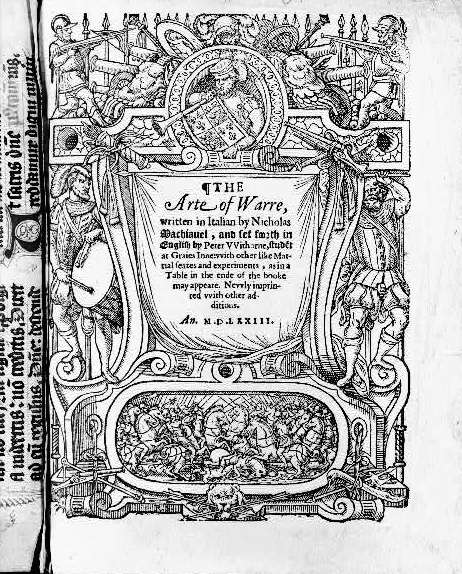
Machiavelli: Kriegskunst Art of War Ausgabe 1819

Der Begriff Kriegskunst tauchte in europäischen militärischen Schriften erstmals im 16./17. Jahrhunderts auf. Er bezog sich auf die Tätigkeit des Feldherrn im Krieg.
Zwischen 1519 und 1520 entstand die Abhandlung Die Kunst des Krieges oder Dell’arte della guerra von Niccolò Machiavelli, die hauptsächlich das Militärwesen beschreibt und über Taktik, Strategie und Politik in der Feudalgesellschaft berichtet.

### Begriffsentwicklung im 18./19. Jahrhundert
Bis ins 18. Jahrhundert wurde das Militärwesen und die Führung der Truppen oft als Kriegshandwerk oder Kunst und nicht als Wissenschaft verstanden. So wurden Offiziere in den militärischen Formationen während des praktischen Dienstes ausgebildet. Eine wissenschaftliche Beschäftigung mit dem (Militär-)Kriegswesen bildete, bis auf Militärgeschichte, die Ausnahme.
Grundsätze und Regeln der Kriegskunst der spätfeudalen Armeen fanden ihren Niederschlag in den Schriften der französischen Marschälle Henri de la Tour d`Auvergne,  Vicomte de Turenne (1611–1675), und Sébastien Le Prestre de Vauban (1633–1707), der österreichisch-kaiserlichen Feldherren Raimund von Montecuccoli (1609–1680) und Prinz Eugen von Savoyen (1663–1736) sowie des Preußenkönigs Friedrich II. und in den im 17./18. Jh. erlassenen Exerzierreglements. Weiterführende Ideen entwickelten die russländischen Heerführer P. A. Rumjanzew (1725–1796) und A. W. Suworow (1729–1800).

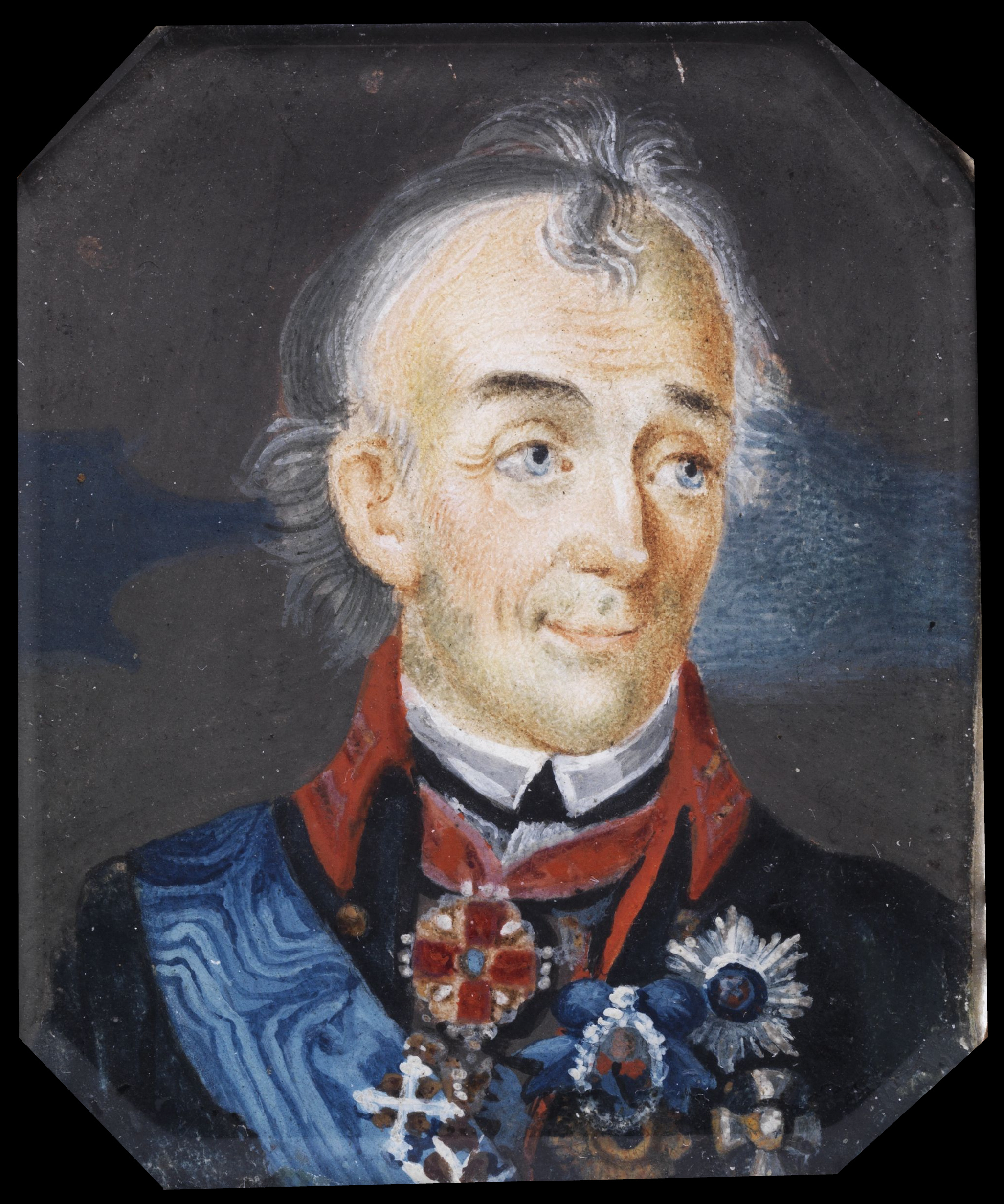
Generalissimus Alexander Suworow (1729–1800) Elfenbeinminiatur
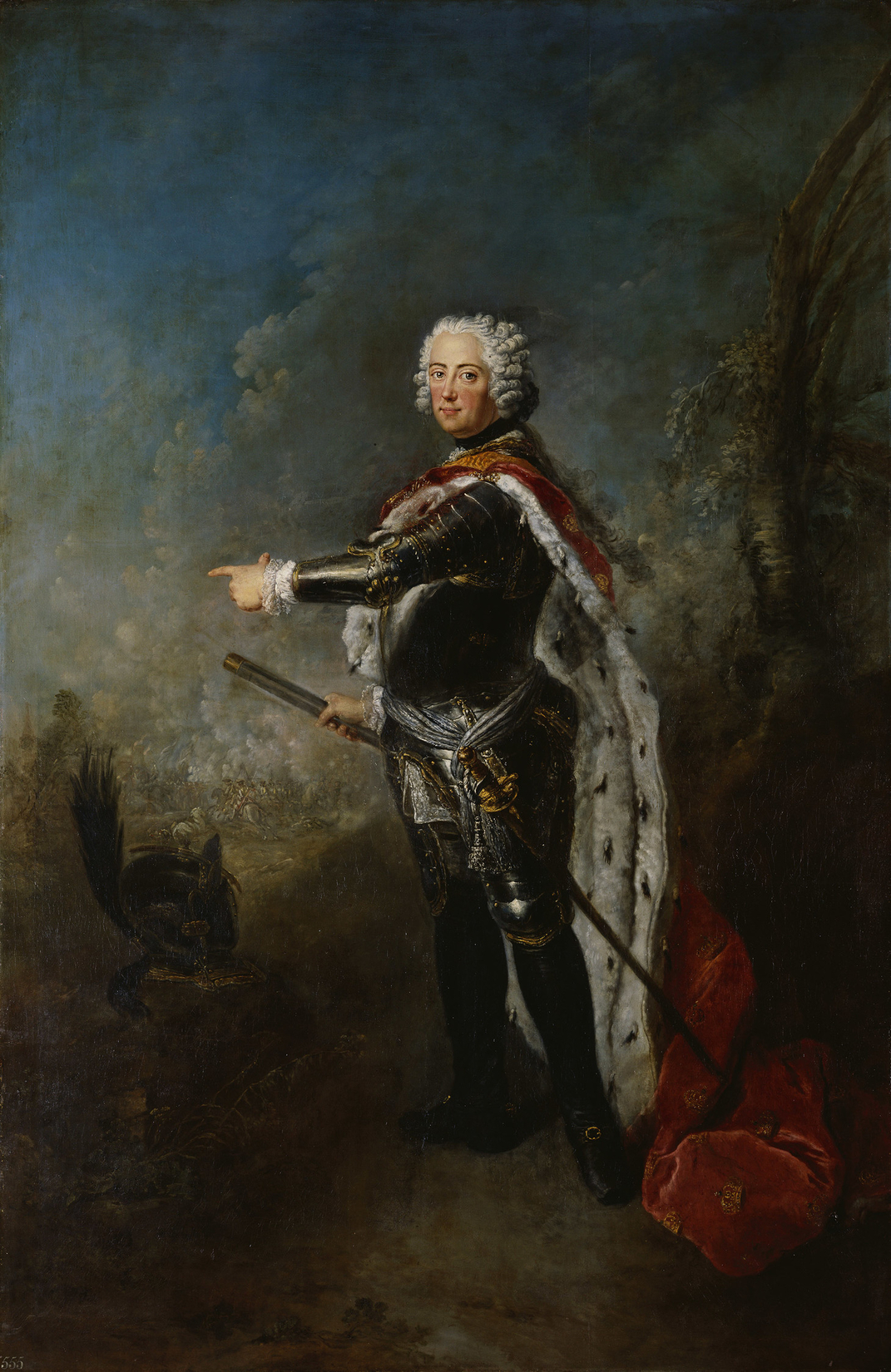
Friedrich II. (1712–1786) König von Preußen
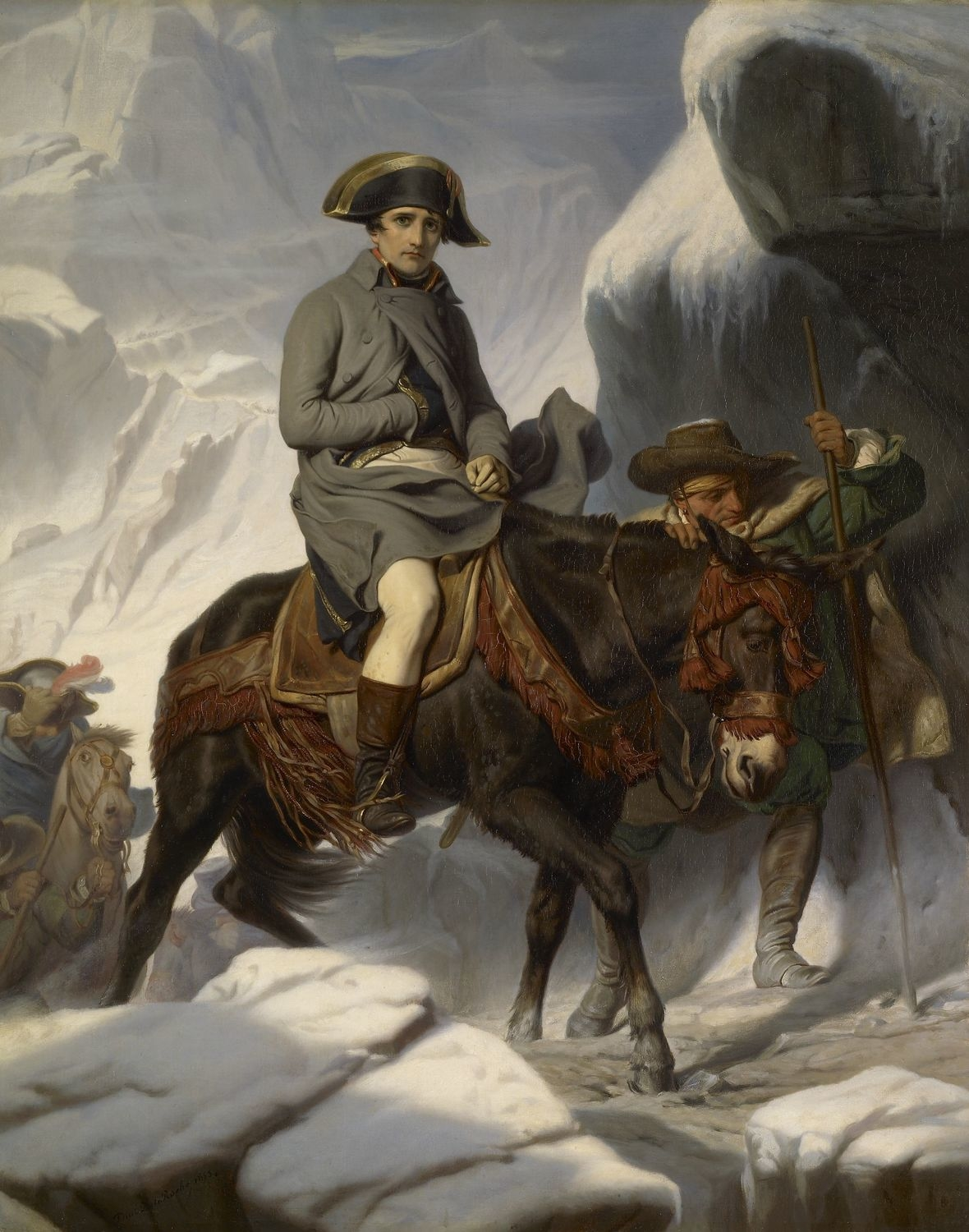
Napoleon Bonaparte (1769–1821) am Alpenpass
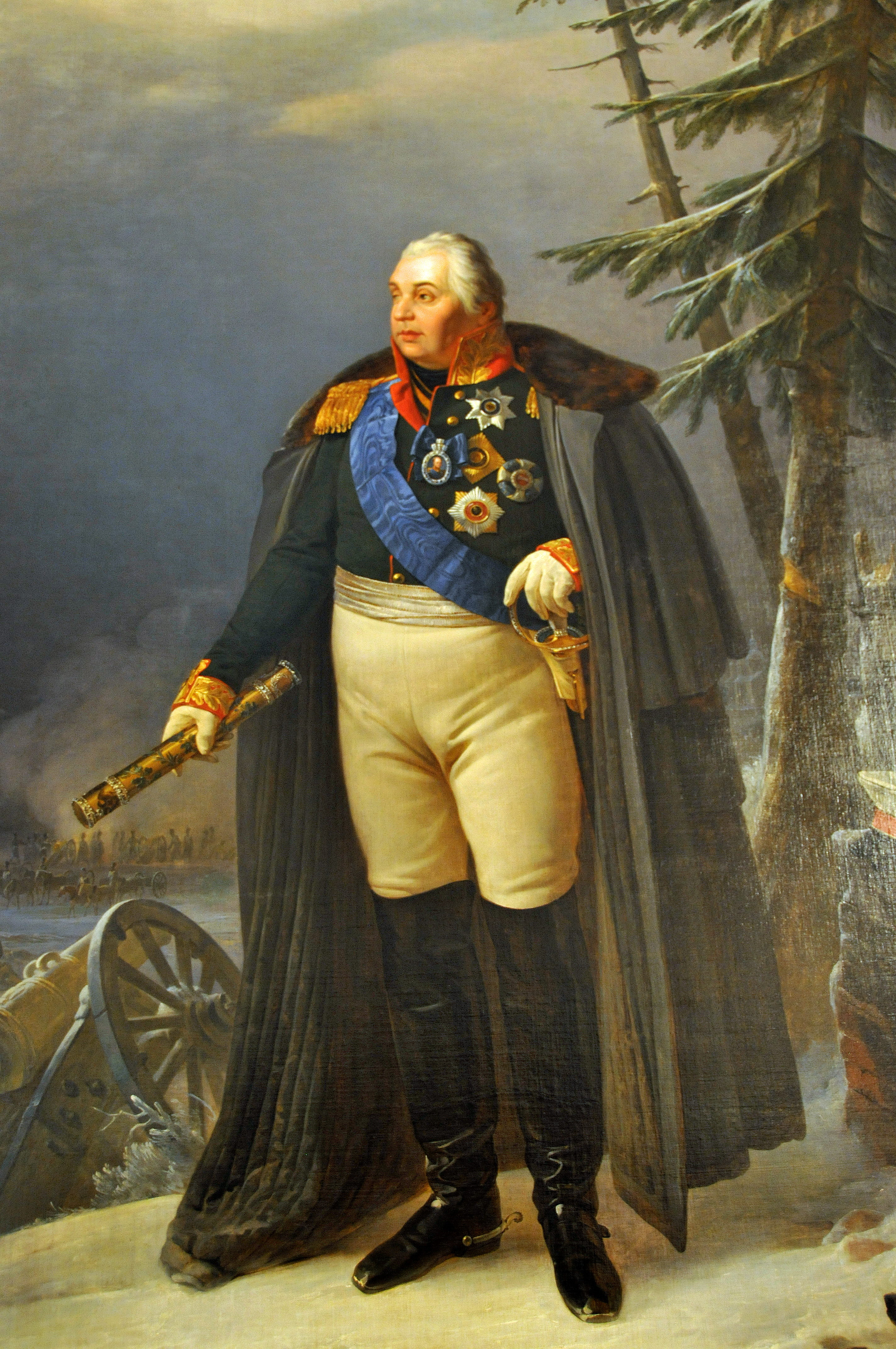
Feldmarschall Michail Kutusow (1745–1813)

In der Militärliteratur des 19. Jahrhunderts wurde unter Kriegskunst im Allgemeinen das Können der Heerführer verstanden, die vorhandenen Kräfte und Mittel im Kampf zur Erreichung der strategischen Ziele einzusetzen. Ein hervorragender Vertreter einer neuen Kriegskunst war der französische Kaiser Napoleon I. (1769–1821). Maßgeblichen Einfluss auf die Weiterentwicklung der Kriegskunst zeigte die Feldherrnkunst des russländischen Heerführers M. I. Kutusow (1745–1813) aus.
Ludwig Müller (1734–1804), der als ein Begründer der Militärgeographie im deutschsprachigen Raum gilt, unterschied in seinem Werk „Die Terrænlehre“ (1807) deutlich zwischen Kunst und Wissenschaft: „… unter den verschiedenen Fächern, die diese Kriegskunst umfasst wählte man bald dieses bald jenes zur Übung seines militärischen Scharfsinns und so entstanden nach und nach durch den fortgesetzten Fleiß mehrerer Jahrhunderte die einzelnen Lehrgebäude, die den Namen Kriegswissenschaften führen. …“

### Kunst versus Theorie bei Clausewitz und Moltke
Das bekannteste deutschsprachige militärtheoretische Werk dieser Epoche sind die Hinterlassenen Werke des Generals Carl von Clausewitz, die unter dem Titel Vom Kriege mit der ersten Ausgabe posthum im Jahr 1832 zur Kriegskunst oder Kriegswissenschaft herausgegeben wurden. Der preußische Generalmajor und Militärtheoretiker Carl von Clausewitz (1780–1831) analysierte in seinem Werk Vom Kriege Grundlagen und Methoden der Kriegskunst. Der dominierenden zeitgenössischen Auffassung, dass Kriegskunst ausschließlich im Sinne richtiger subjektiver Feldherren-Entscheidungen verstanden wird, setzte er die verallgemeinerten kriegsgeschichtlichen Erfahrungen des 18./19. Jh. mittels einer (wissenschaftlichen) Militärtheorie daneben.
Hierbei musste die Kunst des politischen Verstandes und Gefühls zur Seite stehen, wie Clausewitz zur Wahl des Begriffes Kunst anmerkte: „Hier verlässt also die Tätigkeit des Verstandes das Gebiet der strengen Wissenschaft, der Logik und Mathematik und wird im weiten Verstande des Wortes zur Kunst, d. h. zu der Fertigkeit, aus einer unübersehbaren Menge von Gegenständen und Verhältnissen die wichtigsten und entscheidenden durch den Takt des Urteils herauszufinden. Dieser Takt des Urteils besteht unstreitig mehr oder weniger in einer dunklen Vergleichung aller Größen und Verhältnisse, wodurch die entfernten und unwichtigen schneller beseitigt und die nächsten und wichtigsten schneller herausgefunden werden, als wenn dies auf dem Wege strenger Schlussfolge geschehen sollte.“

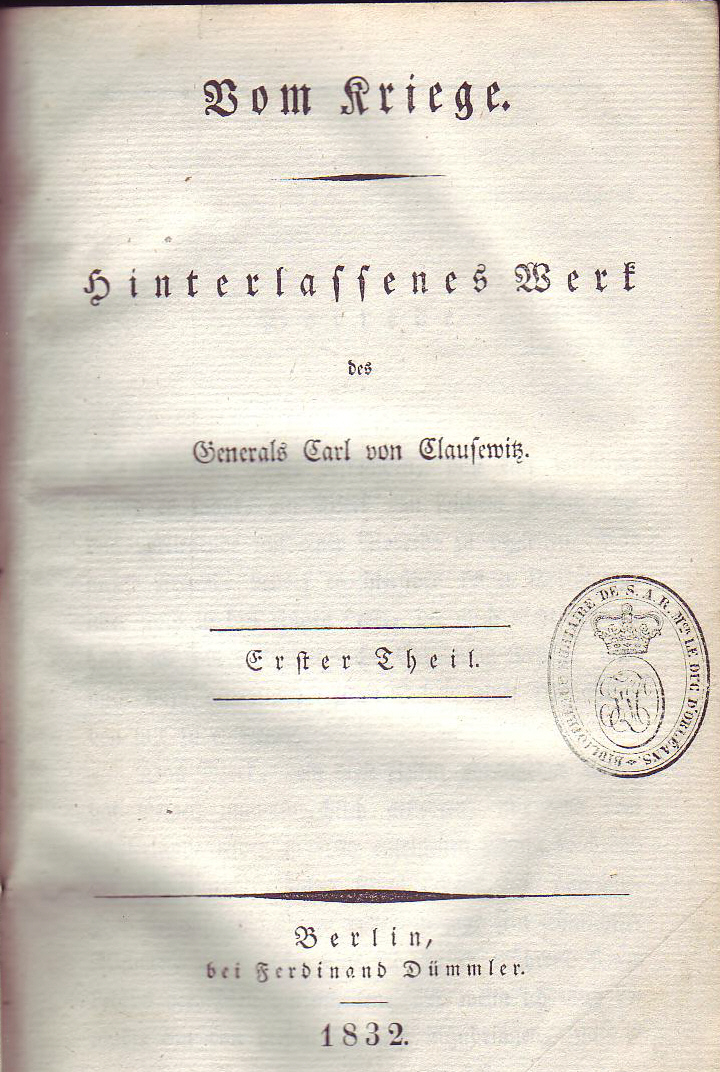
Originalausgabe des Buches Vom Kriege aus dem Jahr 1832
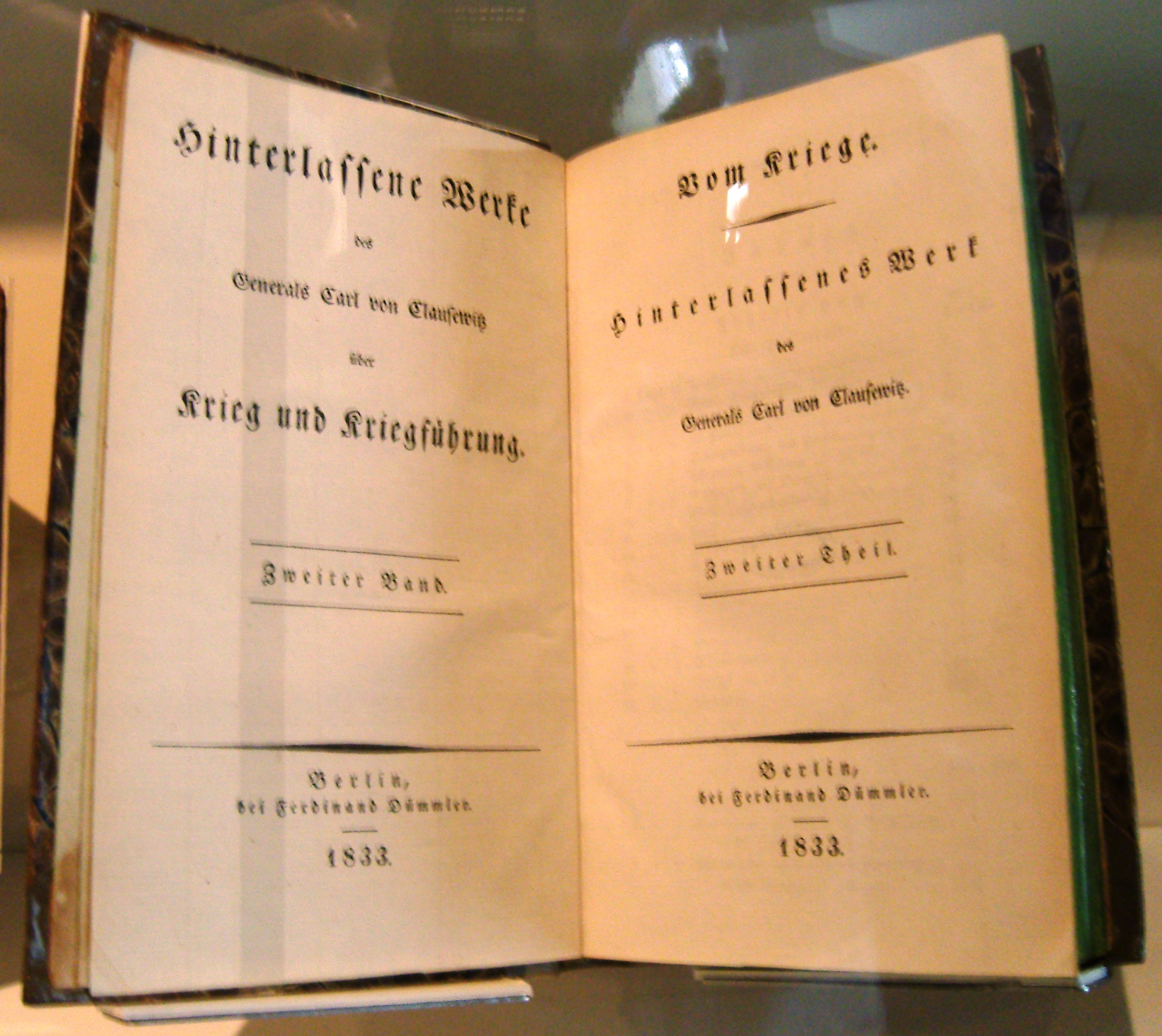
Vom Kriege, hrsg. 1833, Militärhistor. Museum der Bundeswehr, Dresden.
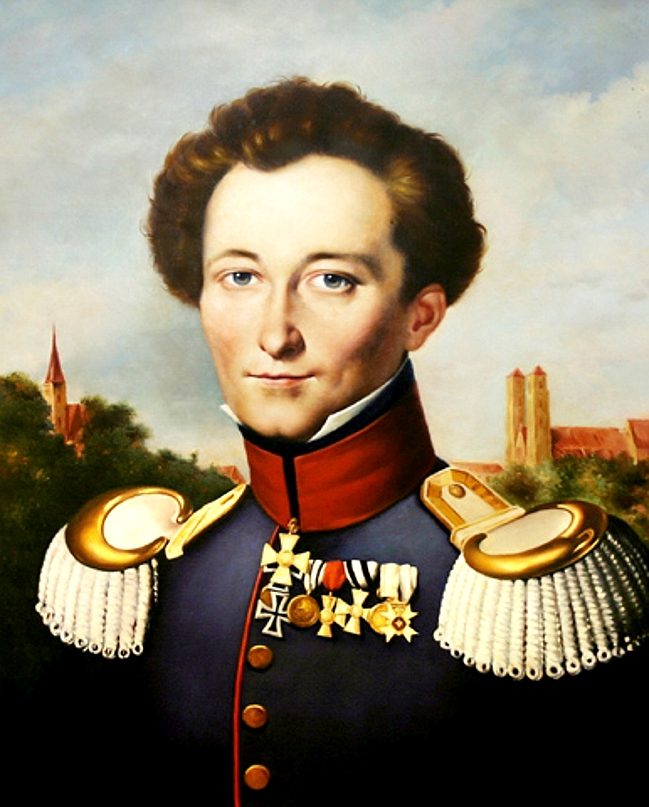
Carl von Clausewitz (1780–1831)
- Vom Kriege, hrsg. 1866, französische Ausgabe

Für die Kriegskunst vor Wissenschaft soll nach Aussage eines Zeitgenossen der preußische Generalfeldmarschall Helmuth von Moltke (1800–1891) einerseits mit dem Spruch plädiert haben: „Ich kenne wohl Eine Kriegskunst, aber nur eine Mehrzahl von Kriegswissenschaften.“ Andererseits wurde ab 1857 durch v. Moltke eine eigene militärwissenschaftliche Abteilung im preußischen Generalstab gegründet.
Die Erfahrungen aus dem Krieg 1870/71 fanden in der Kriegskunst nur partiell Berücksichtigung. Im strategischen Denken im deutschen Kaiserreich dominierte die von Moltke in den 1860er Jahren entwickelte Theorie vom kurzen Krieg, die mit ihrem übersteigerten Offensivprinzip die spätere Blitzkriegskonzeption mit vorbereitete.

### Kriegskunst versus Kriegführung bei Clausewitz
Einen erweiterten Sinngehalt legt Clausewitz schließlich in den Begriff Kriegskunst, in Abgrenzung und im Unterschied zum engeren Verständnis von Kriegführung. Bei Clausewitz heißt es: „Die Kriegskunst im eigentlichen Sinn wird also die Kunst sein, sich der gegebenen Mittel im Kampf zu bedienen, und wir können sie nicht besser als mit dem Namen Kriegführung bezeichnen.“ Und Clausewitz fügt sogleich hinzu: „Dagegen werden allerdings zur Kriegskunst im weiteren Sinne auch alle Tätigkeiten gehören, die um des Krieges willen da sind, also die ganze Schöpfung der Streitkräfte, d. i. Aushebung, Bewaffnung, Ausrüstung und Übung.“
Die beiden Begriffe Kriegskunst und Kriegswissenschaften waren für Clausewitz nur unterschieden durch den Zweck: Schaffen und Hervorbringen gegenüber Erforschen und Wissen.
Clausewitz beschritt einen Weg, der eine gewisse Einheit von Militärtheorie, Militärgeschichte und Kriegskunst vorzeichnete. Kein Wunder, dass diese Gedankennähe zum politischen Materialismus einen großen Anreiz für Friedrich Engels und Wladimir Iljitsch Lenin setzte, das Werk Vom Kriege intensiv zu studieren.

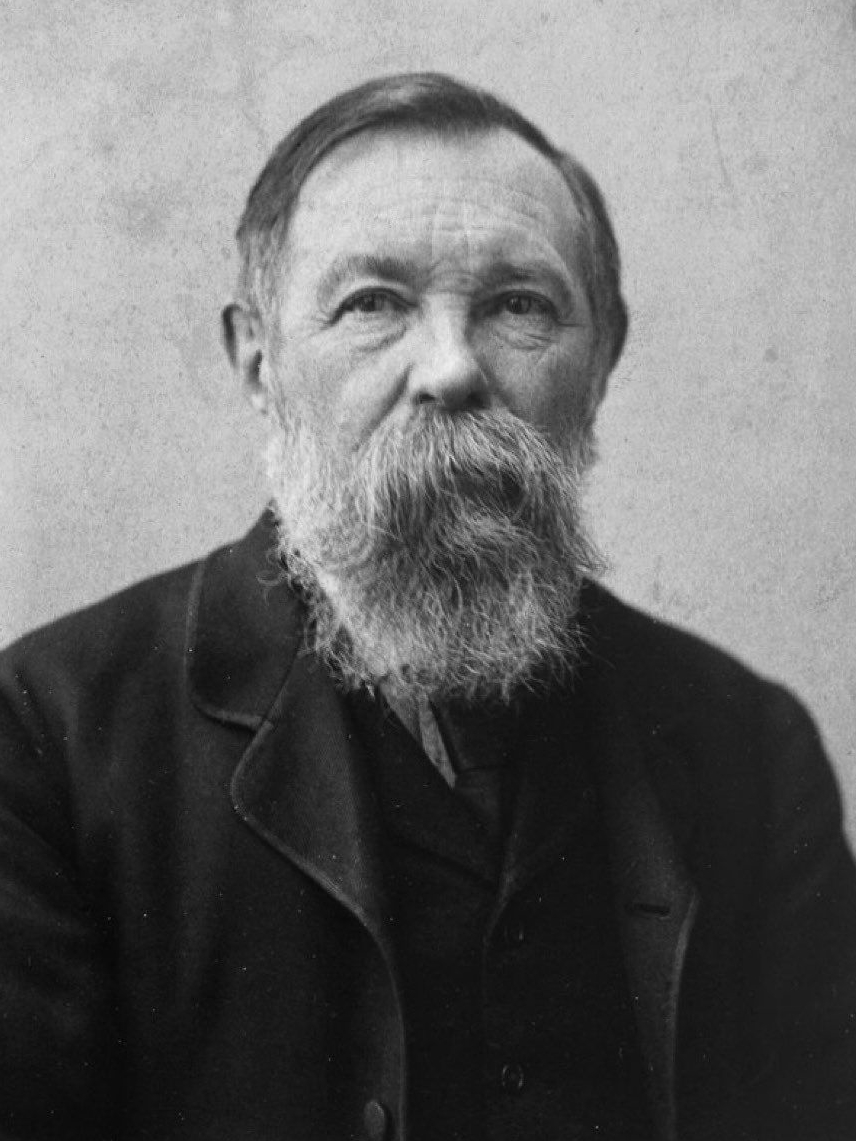
Friedrich Engels, Fotografie 1891
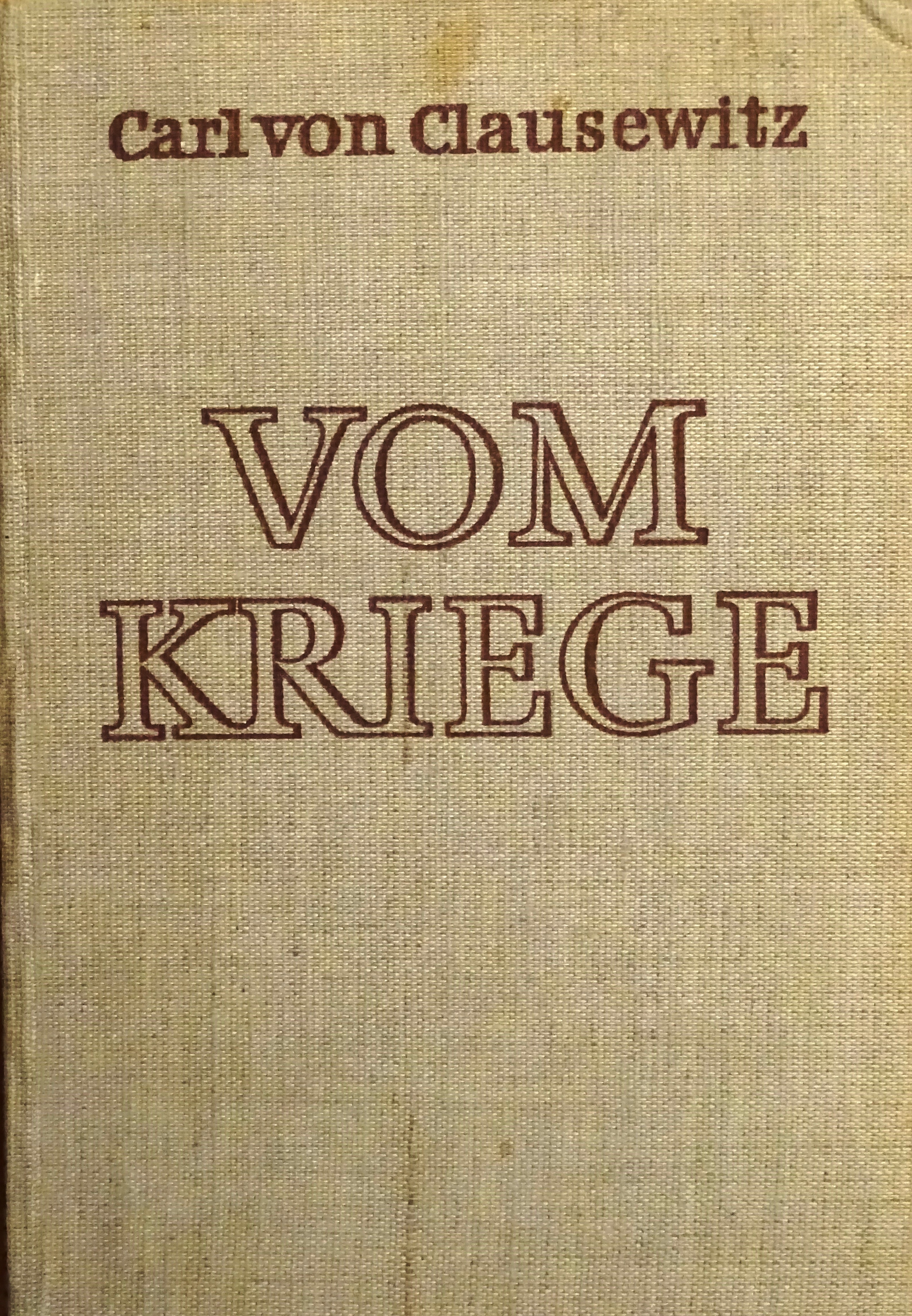
Clausewitz’ Werk Vom Kriege, hrsg. Berlin 1957, SLUB Dresden
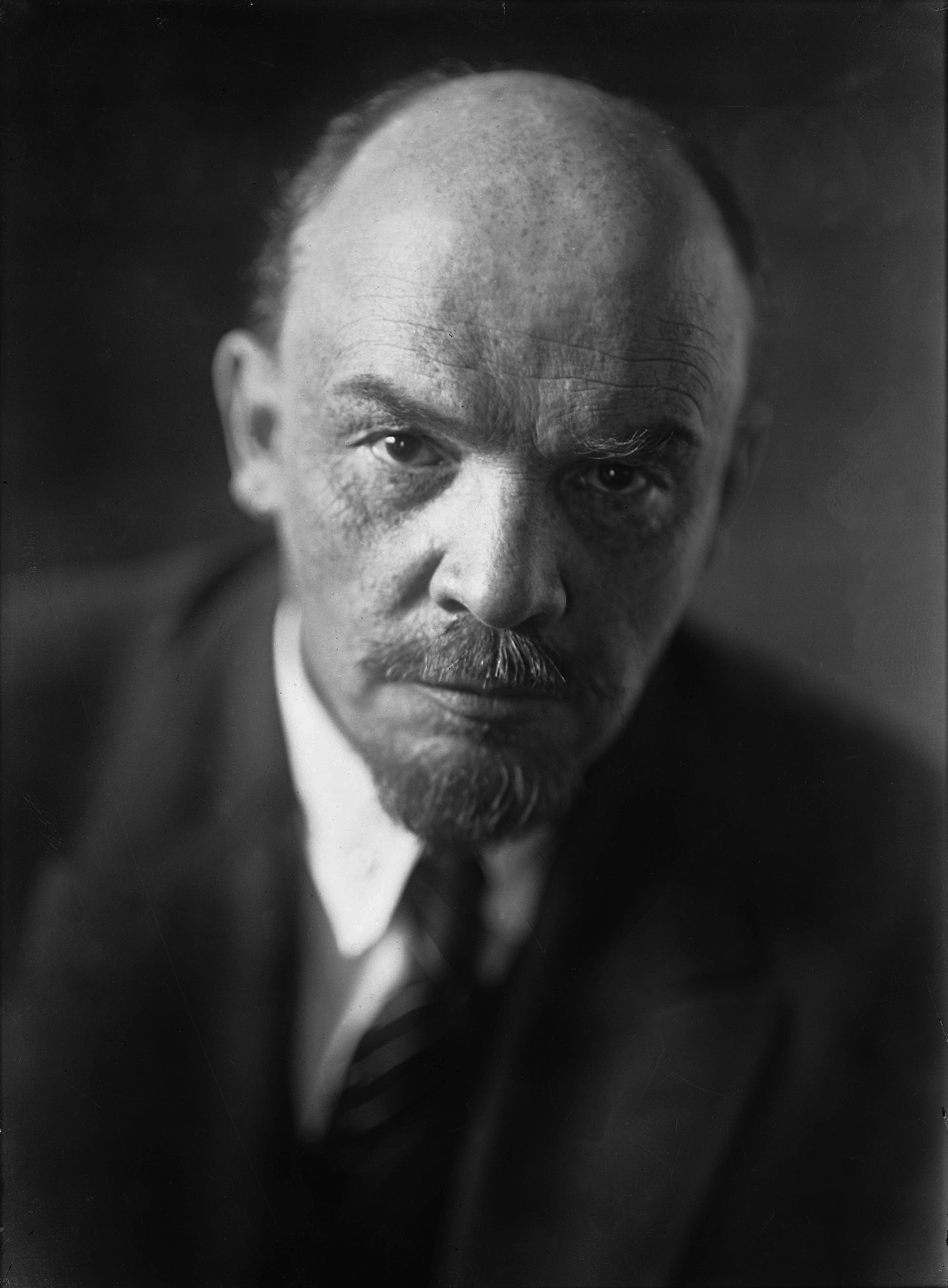
Wladimir Iljitsch Lenin (1870–1924) Bundesarchiv Bild 183-71043-0003,

### Vorbedingungen einer Kriegskunst bei Engels
Der Unternehmer und Wissenschaftler Friedrich Engels (1820–1895) hat mit Beteiligung von Karl Marx (1818–1883) aus seinen Untersuchungen zur Rolle der Gewalt in der Vergangenheit geschlussfolgert, dass die Kriegskunst vor allem vom Charakter der Entwicklungsstufen der menschlichen Gesellschaft bestimmt wird.
Engels schrieb: „Nichts ist abhängiger von ökonomischen Vorbedingungen als grade Armee und Flotte. Bewaffnung, Zusammensetzung, Organisation, Taktik und Strategie hängen vor allem ab von der jeweiligen Produktionsstufe und den Kommunikationen. Nicht die ´freien Schöpfungen des Verstandes` genialer Feldherrn haben hier umwälzend gewirkt, sondern die Erfindung besserer Waffen und die Veränderung des Soldatenmaterials; der Einfluss der genialen Feldherrn beschränkt sich im besten Fall darauf, die Kampfweise den neuen Waffen und Kämpfern anzupassen.“
Die Abhängigkeit der Methoden und Formen des bewaffneten Kampfes von den ökonomischen Bedingungen, von der Technik und von den Streitkräften sei demzufolge eine objektive Gesetzmäßigkeit der Entwicklung der Kriegskunst in allen Gesellschaftsformationen.

### Erweiterung um Operative Kunst im 20. Jahrhundert
Nach der Oktoberrevolution in Russland und dem Ende des Ersten Weltkriegs war in der Mitte der 1930er Jahre durch Karl Linnebach (1879–1961) eine deutsche Schule der Wehrwissenschaft mit einer Theorie der Kriegskunst etabliert,  deren Einfluss auf die sowjetische (russländische) Militärwissenschaft klar nachweisbar ist.

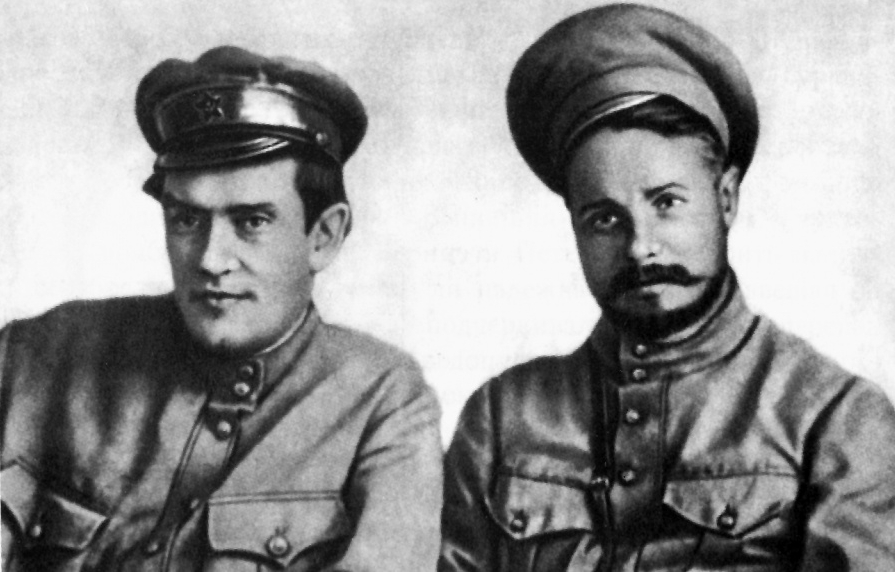
M.W. Frunse (re.) 1920 mit W.W. Kuibyschew
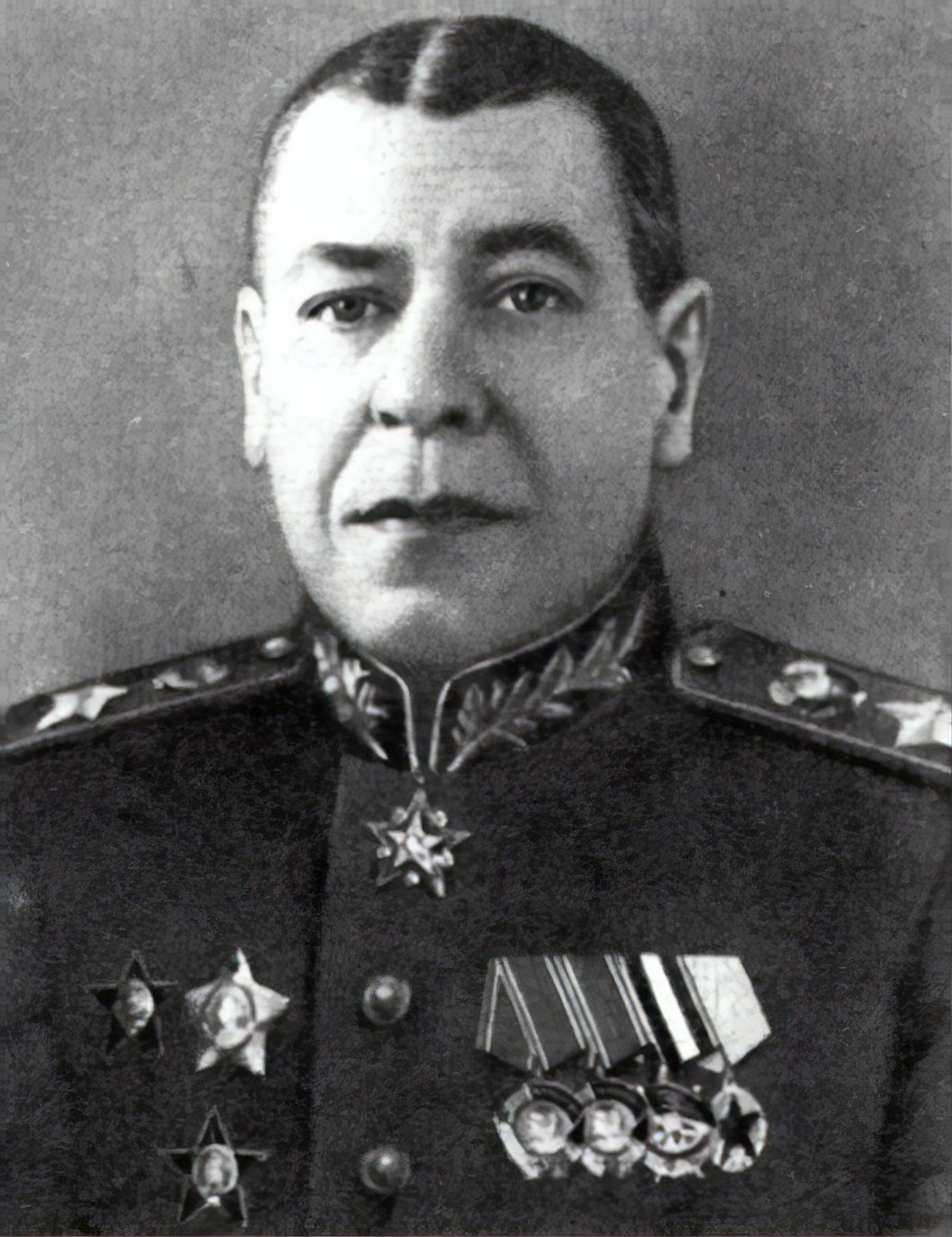
Marschall B.M. Schaposchnikow (1882–1945)
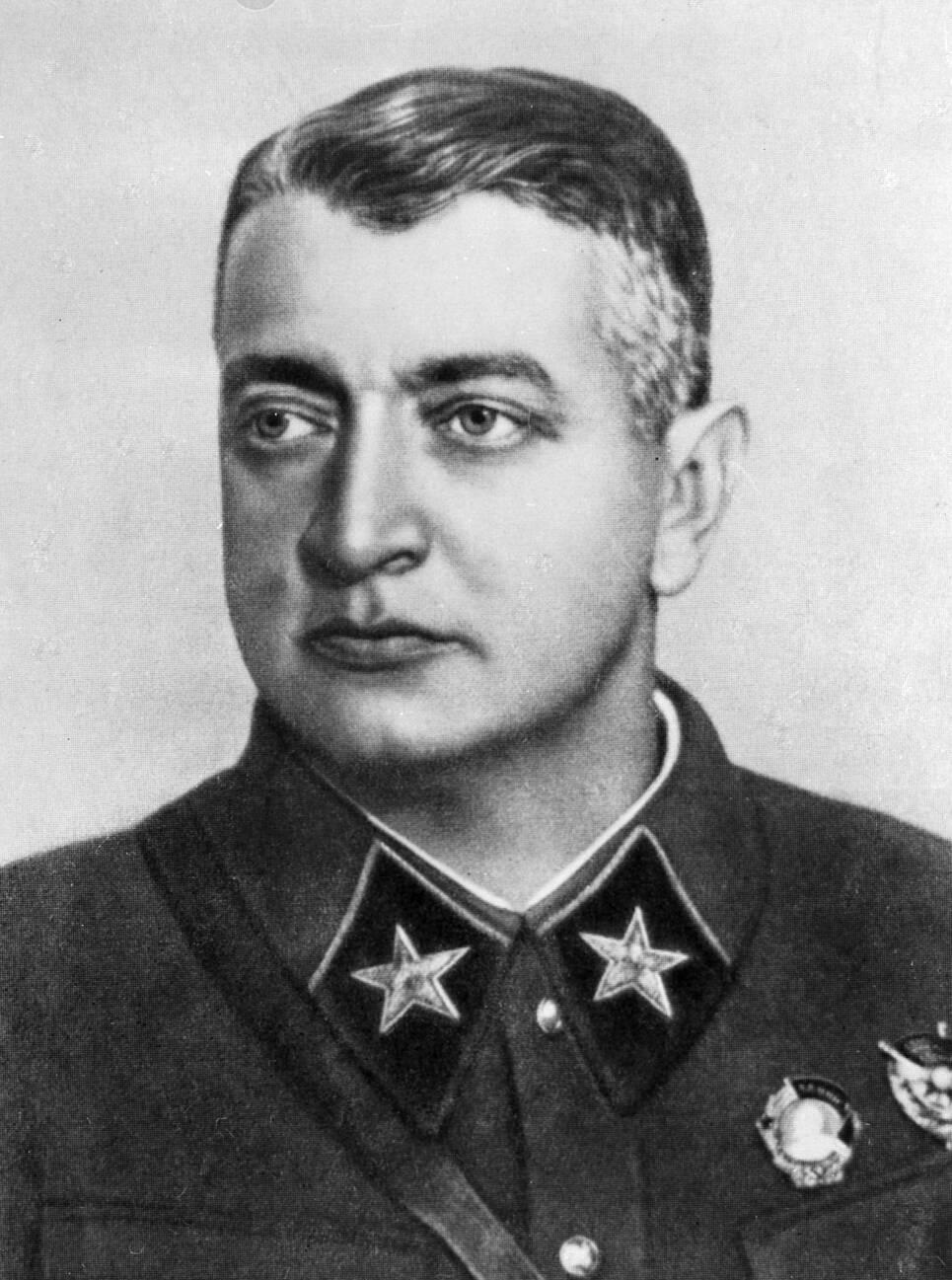
M.N. Tuchatschewskij (1883–1937)

Der Beitrag sowjetischer Heerführer und Militärtheoretiker wie M. W. Frunse (1885–1925), A. I. Jegorow (1883–1939), B. M. Schaposchnikow (1882–1945), M. N. Tuchatschewski (1883–1937), W. K. Triandafillow (1894–1931) zeigte sich in der Bestimmung der Operativen Kunst als selbstständiger Bestandteil der Kriegskunst. Die Erarbeitung der Theorie der Operativen Kunst war Hauptvoraussetzung für die Begründung der tiefen Angriffsoperation, die im Zweiten Weltkrieg auf allen Seiten breite Anwendung fand und das militärische Denken in der Folgezeit weiterhin bestimmt.

## Gegenstandsabgrenzung der Kriegskunst

### Abgrenzung zur Kriegsgeschichte
Die Kriegsgeschichte oder Geschichte der Kriege ist Bestandteil der Wissenschaftsdisziplin Militärgeschichte.
Sie untersucht die chronologische Abfolge der konkreten Kriege, deckt deren spezifische Besonderheiten auf. Dabei erforscht sie die Ursachen und sozial-ökonomischen Bedingungen der Entstehung jedes Krieges, die in den Krieg einbezogenen gesellschaftlichen Klassen und Gruppen, die politischen Ziele und den Charakter der Kriege, den Verlauf der Feldzüge/Schlachten/Gefechte. Sie analysiert die politischen und militärischen Ergebnisse der Kriege, deckt die Ursachen für Siege oder Niederlagen auf. Sie bestimmt den Einfluss des jeweiligen Krieges auf die Entwicklung der Gesellschaft und leitet aus den Kriegserfahrungen notwendige Schlussfolgerungen und Lehren ab.
Die Kriegsgeschichte stellt im Ganzen faktisch eine der Grundlagen der Wissenschaftsdisziplin Militärgeschichte dar.

### Abgrenzung zur Geschichte der Kriegskunst
Die Geschichte der Kriegskunst wird als Bestandteil sowohl der Wissenschaftsdisziplin Militärgeschichte angesehen als auch der Militärwissenschaft, genauer ihrem Zweig Kriegskunst zugeordnet. Clausewitz betonte: „Historische Beispiele machen alles klar und haben nebenher in Erfahrungswissenschaften die beste Beweiskraft. Mehr als irgendwo ist dies in der Kriegskunst der Fall.“
Sie erforscht die Entstehung und Entwicklung der Formen und Methoden des bewaffneten Kampfes. Sie vermittelt die Erfahrungen aus Kriegen der Vergangenheit. Sie zeigt den Entwicklungsprozess der Kriegskunst und deckt dabei Regeln und Zusammenhänge (Gesetzmäßigkeiten) auf, die Schlüsse auf eine moderne Militärtheorie ermöglichen.

## Wesensmerkmale der Kriegskunst

### Einflussfaktoren auf die Kriegskunst
Die Kriegskunst als Theorie und Praxis der Führung von Handlungen der Streitkräfte eines Staates (einer Staatengruppe oder Koalition) zur Vorbereitung und Durchführung von Kampfhandlungen entwickelt sich in Abhängigkeit von verschiedenen Einflussfaktoren, darunter sind:
- der Charakter des politischen Aufbaus der Gesellschaft;
- die Politik der jeweils Herrschenden und ihre Ansichten über die Kriegsführung, die in militärstrategischen Leitlinien oder in einer militärischen Doktrin und in Bündnispolitik ihren Ausdruck finden;
- der Entwicklungsstand der Wirtschaft und Produktion, insbesondere der Militärtechnik und der Wissenschaften;[25]
- das vorhandene Humanpotenzial in den militärischen Formationen;
- die verfügbaren Mittel zum bewaffneten Kampf;
- die historischen, nationalen und geografischen Bedingungen des Landes.

Diese Einflussfaktoren wirken auf die Handlungen der Strukturelemente in den Streitkräften in unterschiedlicher Dimension: abhängig von der Zielstellung, von der Anzahl und Zusammensetzung der eingesetzten Mittel, von dem zeitlichen und räumlichen Ausmaß der Kampfhandlungen.
Diese Faktoren beeinflussen das Streitkräftehandeln in unterschiedlichem Ausmaß in den Sphären der Kampfhandlungen: zu Lande/auf dem Territorium, zur See/im Aquatorium, in der Luft/im Luftraum, im Weltraum/im Kosmos und im Cyber-Raum.
Der Entwicklungsstand der Kriegskunst widerspiegelt sich in überlieferten Schriftzeugnissen, die sowohl in die (triviale) Kriegsberichterstattung als auch in die (wissenschaftliche) Militärgeschichtsschreibung sowie in die Geschichte der Kriegskunst als Bestandteil der Militärwissenschaft aufgenommen wurden.
Die Entwicklungsrichtungen der Kriegskunst werden beeinflusst von den durch die Sicherheitspolitik gestellten Aufgaben zur Landes- und Bündnisverteidigung sowie von den Entwicklungstendenzen bei den Bekämpfungsmitteln und -methoden.

### Bestandteile der Kriegskunst
Die Kriegskunst wird hinsichtlich der unterschiedlichen Dimensionen der Kampfhandlungen in die Strategie, die Operative Kunst und die Taktik unterteilt.
Die Strategie ist die Theorie und Praxis der Vorbereitung des gesamten Landes (der Koalition) auf die Kriegführung sowie der Führung und des Einsatzes der Streitkräfte während des gesamten Krieges und bei strategischen (Kampf-)Handlungen, darunter auch in einzelnen strategischen und/oder operativ-strategischen Operationen.
Die (Militär-)Strategie ist der (Militär-)Politik des betreffenden Staates (der Koalition) direkt nachgeordnet und befasst sich mit der unmittelbaren Umsetzung der politischen Ziele in militärische Handlungen, ohne und mit bewaffnetem Kampf. Sie wird von der Führung des Staates entworfen und verwirklicht.
→ Weiteres siehe Hauptartikel: Strategie (Militär)
Die Operative Kunst ist die Theorie und Praxis der Vorbereitung, Führung und Durchführung operativer (Kampf-)Handlungen (Operationen) von Teilstreitkräften und Großverbänden, die auf einem Kriegsschauplatz (Seekriegsschauplatz) entweder selbstständig oder im Zusammenwirken handeln. Sie dient der Verwirklichung strategischer Ziele und befasst sich mit der Konzipierung und Koordinierung von (taktischen) Gefechten im Interesse der Operation.
Die Operative Kunst einer Teilstreitkraft fasst jene spezifische (operative) Einsatzmethoden ihrer jeweiligen operativen Vereinigungen, Verbände und Dienste zusammen.
→ Weiteres siehe Hauptartikel: Operative Kunst
Die Taktik ist die Theorie und Praxis der Führung und des Einsatzes von Verbänden, Truppenteilen und Einheiten in Gefechten. Sie organisiert insbesondere das Zusammenwirken benachbarter Truppen (Kräfte) sowie zwischen den verschiedenen Waffengattungen, Gattungen, Spezialtruppen und Diensten.
Die Taktik einer Teilstreitkraft fasst jene spezifische (taktische) Einsatzmethoden ihrer jeweiligen Waffengattungen, Gattungen, Spezialtruppen und Dienste zusammen.
→ Weiteres siehe Hauptartikel: Taktik (Militär)
Zunehmend werden von der Politik den Streitkräften Aufgaben übertragen, die entweder die Schwelle zum Krieg nicht überschreiten oder eine Abschreckungsfunktion beinhalten oder ohne bewaffneten Kampf zu erfüllen sind. Das führt de facto zu einem Begriffswandel, der die Kriegskunst zur Kunst des Gebrauchs der Streitkräfte umgestaltet.

### Aufgaben in den Teilstreitkräften
Spezifische Aufgaben der Kriegskunst sind in den Teilstreitkräften (Landstreitkräfte/Heer, Luftstreitkräfte/Luftwaffe, Seestreitkräfte/Marine u. a.) aufgrund unterschiedlicher Aufgaben und Einsatzmethoden zu lösen.
Zum Beispiel befasst sich die Seekriegskunst in Theorie und Praxis mit der Vorbereitung und Führung der Seestreitkräfte sowie der Durchführung von Kampfhandlungen verschiedenen Maßstabs auf See und ozeanischen Kriegsschauplätzen. Bestandteile sind der Strategische Einsatz der Seestreitkräfte, die Operative Kunst der Seestreitkräfte und die Flottentaktik.
Die Ausrüstung der Streitkräfte mit Nuklearwaffensystemen und Formierung der Strategischen Nuklearstreitkräfte in einigen Ländern hat gravierende Auswirkungen auf die Kriegskunst aller Teilstreitkräfte.
Die Ausdehnung der Sphäre militärischer Handlungen auf den Cyber-Raum und Weltraum wird die Kriegskunst beeinflussen.

### Merkmale der Theorie der Kriegskunst
Die Theorie der Kriegskunst wird als Wissenschaftszweig der Wissenschaftsdisziplin Militärwissenschaft definiert und
- bearbeitet die Kenntnisse über Regeln (Gesetze), Inhalt und Charakter von Kriegen;
- systematisiert die Methoden und Formen der Vorbereitung und Durchführung von Kampfhandlungen zu Lande, zur See, in der Luft, im Weltraum und im Cyber-Raum;
- untersucht die Arten, Formen und Methoden der Führung der Streitkräfte;
- umfasst entsprechend anwachsendem Ausmaß die Theorie der Taktik, die Theorie der Operativen Kunst und die Theorie der Militärstrategie;
- koordiniert die Entwicklung der Strategie, Operativen Kunst und Taktik mit den anderen Bestandteilen der Militärwissenschaften.

### Wandel in der Theorie der Kriegskunst
Die Theorie der Kriegskunst war in der Vergangenheit ausschlaggebende Grundlage für die Militärwissenschaft und auf den Gegenstand Krieg ausgerichtet.
Das Aufkommen und Vorhandensein eines Potenzials zur globalen Menschheitsvernichtung rückt die Kriegsverhinderung an vorderste Stelle in der politischen und militärischen Praxis wie auch in der Theorie. Das schließt die Untersuchung der Mittel und Methoden der militärischen Friedenserhaltung und Bewahrung der äußeren Sicherheit des Staates (der Koalition) durch Vorbereitung, Führung und Einsatz der Streitkräfte ein. Die Theorie der Kriegskunst befindet sich demzufolge im Wandel zu einer Theorie der Führung und des Gebrauchs der Streitkräfte.
Zur Funktion einer Theorie vermerkte Clausewitz: „Die Theorie wird dann demjenigen ein Führer, der sich aus Büchern mit dem Krieg vertraut machen will; sie hellt ihm überall den Weg auf, erleichtert seine Schritte, erzieht sein Urteil und bewahrt ihn vor Abwegen.“